# Thabang Monare
Thabang Amod Monare (ur. 16 września 1989 w Embalenhle w gminie Govan Mbeki) – południowoafrykański piłkarz grający na pozycji pomocnika w klubie Sekhukhune United FC oraz reprezentacji Południowej Afryki. W swojej karierze grał także w klubach: Jomo Cosmos FC, Bidvest Wits FC i Orlando Pirates. W drużynie narodowej zadebiutował 5 lipca 2015 przeciwko Mauritiusowi, a w 2024 zdobył z nią brązowy medal na Pucharze Narodów Afryki 2023.